# Liste der Verbände und Dienststellen der Deutschen Marine
Die Liste der Verbände und Dienststellen der Deutschen Marine führt die Verbände, spezialisierte Kompanien und Dienststellen der Bundesmarine und der Deutschen Marine von 1956 bis heute auf. Dazu gehören unter anderem Großverbände, Kommandobehörden, Schulen und ortsfeste Einrichtungen. Nicht aufgeführt sind Schiffe und Boote (→Liste der Schiffe der Bundeswehr).
| Dienststellen und Verbände, deren Name mit „Marine...“ beginnt, sind unter dem ersten Buchstaben des Folgewortteils aufgelistet (z. B. Marinefliegergeschwader unter F). Verbände, deren Namen eine Zahl vorangestellt ist, werden unter ihrem Anfangsbuchstaben aufgeführt (z. B. 2. Schnellbootgeschwader unter S). Kommandos, bei denen der Name nachgestellt ist, sind unter dem Namen eingeordnet (z. B. Kommando der Flottenbasis unter F) |

## A
- Marineabschnittskommando Nord
- Marineabschnittskommando Nordsee
- Marineabschnittskommando Ost
- Marineabschnittskommando Ostsee
- Marineabschnittskommando West
- Marineabsteuerungsdepot Waren
- Admiralarzt der Marine
- Amphibische Gruppe
- Amphibische Transportgruppe
- Amphibisches Transport- und Umschlagbataillon 2
- Amphibisches Transport- und Umschlagbataillon 4
- Marineamt
- Marineartillerieschule
- Marineartillerieversuchsstelle
- Kommando der Marineausbildung
- Marineausbildungsbataillon 1
- Marineausbildungsbataillon 2
- Marineausbildungsbataillon 3
- Marineausbildungsbataillon 4
- Marineausbildungsregiment
- Ausbildungszentrum Schiffssicherung
- Ausbildungszentrum Uboote

## B
- Befehlshaber der Seestreitkräfte der Nordsee
- Befehlshaber der Seestreitkräfte der Ostsee
- Boardingkompanie

## C
- Centre of Excellence for Operations in Confined and Shallow Waters

## D
- Marinedivision Nordsee
- Marinedivision Ostsee

## E
- Einsatzausbildungszentrum Schadensabwehr Marine
- Einsatzflottille 1
- Einsatzflottille 2
- Einsatz- und Ausbildungsverband

## F
- Fachschule der Marine für Elektrotechnik
- Marinefernmeldeabschnitt 1
- Marinefernmeldeabschnitt 2
- Marinefernmeldeabschnitt 3
- Marinefernmeldeabschnitt 5
- Marinefernmeldeabschnitt 7
- Marinefernmeldeabschnitt Ostsee
- Marinefernmeldegruppe 11, 12, 21, 22, 30, (mot) 31, (mot) 32, 53, 62
- Marinefernmeldekommando
- Marinefernmeldeschule
- Marinefernmeldesektor 71, 72, 73
- Marinefernmeldestab 70
- Marinefernmeldeversuchsstelle
- Marinefliegerdivision
- Flottille der Marineflieger
- Marinefliegergeschwader 1
- Marinefliegergeschwader 2
- Marinefliegergeschwader 3 „Graf Zeppelin“
- Marinefliegergeschwader 4
- Marinefliegergeschwader 5
- Marinefliegerkommando (1967–1969)
- Marinefliegerkommando (ab 2012)
- Marinefliegerlehrgruppe
- Kommando der Flottenbasis
- Flottendienstgeschwader
- Flottenkommando
- 1. Fregattengeschwader
- 2. Fregattengeschwader
- 4. Fregattengeschwader
- 6. Fregattengeschwader
- Marineführungsdienstkommando
- Marineführungsdienstflottille[1]
- Führungsstab der Marine
- Kommando Marineführungssysteme
- Funkaufklärungskompanie

## G
- 1. Geleitgeschwader
- 2. Geleitgeschwader

## H
- 1. Hafenschutzgeschwader
- 3. Hafenschutzgeschwader
- Hydroakustisches Analysezentrum der Marine

## I
- Marineinstandsetzungsbataillon

## K
- Kampfschwimmerkompanie
- Marinekommando
- Marinekommando Ost
- 1. Korvettengeschwader
- Marineküstendienstschule
- Küstenumschlagbataillon 2
- Küstenumschlagbataillon 4
- Küstenwachgeschwader (Marinekommando Rostock)
- 1. Küstenwachgeschwader
- 2. Küstenwachgeschwader
- 3. Küstenwachgeschwader
- 121. Küstenwachgeschwader
- 123. Küstenwachgeschwader

## L
- Landungsbootgruppe
- 1. Landungsgeschwader
- 2. Landungsgeschwader
- Marine-Lehrkompanie

## M
- Materialamt der Marine
- Marinematerialdepot 1
- Marinematerialdepot 2
- Marinematerialdepot 3
- Marinematerialdepot 4
- Minenabwehrgeschwader Nordsee
- Minenlegergeschwader
- Minenschiffgeschwader
- Flottille der Minenstreitkräfte
- 1. Minensuchgeschwader
- 2. Minensuchgeschwader
- 3. Minensuchgeschwader
- 4. Minensuchgeschwader
- 5. Minensuchgeschwader
- 6. Minensuchgeschwader
- 7. Minensuchgeschwader
- 8. Minensuchgeschwader
- 10. Minensuchgeschwader
- Minentaucherkompanie
- Marinemunitionsdepots 1, 3
- Marinemunitionsdepots 2, 4, 6
- Marinemunitionsdepot 5
- Marinemusikkorps Nordsee
- Marinemusikkorps Ostsee

## O
- Marineoperationsschule
- Marineortungsabschnitt Ostsee
- Marineortungsschule
- Marineortungsversuchsstelle

## P
- Marinepionierbataillon
- Presse- und Informationszentrum Marine

## R
- Reserveflottille
- Marinekommando Rostock

## S
- Marinesanitätsabschnitt Ost
- Marinesanitätsabschnitt West
- Sanitätsbataillon 901
- Kommando des Marinesanitätsdienstes
- Schifffahrtmedizinisches Institut der Marine
- Marineschifffahrtleitstelle
- Schiffserprobungskommando
- Schiffsmaschinenkommando
- Schiffssicherungslehrgruppe
- 1. Schiffsstammabteilung
- 2. Schiffsstammabteilung
- 3. Schiffsstammabteilung
- 4. Schiffsstammabteilung
- 5. Schiffsstammabteilung.
- Schiffsstammregiment
- Kommando der Schiffstechnik
- Schiffsübernahmekommando
- Schnellbootflottille
- 1. Schnellbootgeschwader
- 2. Schnellbootgeschwader
- 3. Schnellbootgeschwader
- 5. Schnellbootgeschwader
- 7. Schnellbootgeschwader
- Schnellbootlehrgeschwader
- Marineschule Mürwik
- Schulgeschwader
- Schulgeschwader Ostsee
- Kommando der Schulschiffe
- Marineschutzkräfte
- Seebataillon
- Seemannschaftslehrgruppe
- Marineseenotstaffel
- Kommando der Seestreitkräfte
- Seetaktische Lehrgruppe
- 126. Seetransportgeschwader
- Marinesicherungsbataillon 1
- Marinesicherungsbataillon 2
- Marinesicherungsbataillon 3
- Marinesicherungsbataillon 4
- Marinesicherungsbataillon 5
- Marinesicherungsregiment
- Marinesperrwaffenversuchsstelle
- Spezialisierte Einsatzkräfte der Marine
- Kommando Spezialkräfte der Marine
- Stab Inspekteur Marine
- Stammdienststelle der Marine
- Strandmeisterkompanie
- Marinestützpunkt Neustadt
- Marinestützpunkt Eckernförde
- Marinestützpunktkommando Borkum
- Marinestützpunktkommando Bremerhaven
- Marinestützpunktkommando Cuxhaven
- Marinestützpunktkommando Emden
- Marinestützpunktkommando Flensburg-Mürwik
- Marinestützpunktkommando Kiel
- Marinestützpunktkommando Olpenitz
- Marinestützpunktkommando Peenemünde
- Marinestützpunktkommando Warnemünde
- Marinestützpunktkommando Wilhelmshaven

## T
- Taktisches Zentrum der Flotte
- Marinetechnikschule
- Technische Marineschule I
- Technische Marineschule II
- Marinetorpedoversuchsstelle
- Marinetransportformationen der Bundeswehr (Übersicht)
- Marinetransportbataillon 1
- Marinetransportbataillon 2
- Marinetransportbataillon 3
- Transportgeschwader (zu Reserveflottille)
- Marinetransportkompanie Nord
- Marinetransportkompanie West
- Trossgeschwader
- Kommando für Truppenversuche der Marine

## U
- Ubootflottille
- 1. Ubootgeschwader
- 3. Ubootgeschwader
- Ubootlehrgruppe
- Marine-Ujagd-Versuchsstelle
- Unterstützungsgeschwader
- Marineunteroffizierschule
- Marineunterstützungskommando (1974–2001)
- Marineunterstützungskommando (2012)
- Marineunterwasserortungsstelle
- Marineunterwasserwaffenschule

## V
- Versorgungsflottille
- 1. Versorgungsgeschwader
- 2. Versorgungsgeschwader
- Marineversorgungsschule
- 122. Vorpostengeschwader
- 124. Vorpostengeschwader

## W
- Marinewaffenkommando/Kommando der Marinewaffen/Inspektion der Marinewaffen
- Marinewaffenschule
- Waffentauchergruppe

## Z
- Zentrale Marinedienststelle
- Zentrales Marinekommando
- Zentrum Einsatzprüfung
- Zerstörerflottille
- 1. Zerstörergeschwader
- 2. Zerstörergeschwader
- 3. Zerstörergeschwader

## Weitere Dienststellen der Bundeswehr mit Marinebezug
Die folgenden Dienststellen sind oder waren nicht Teil der Marine:
- Marineakademie s. Führungsakademie der Bundeswehr
- Marinearsenal
- Erprobungsstelle 71
- Erprobungsstelle 72
- Erprobungsstelle 73
- Forschungsanstalt der Bundeswehr für Wasserschall und Geophysik
- Marinemusikkorps Kiel
- Marinemusikkorps Wilhelmshaven
- Freiwilligenannahmezentrale der Marine
- Marinelogistikbasis im Einsatzgebiet Dschibuti (MLBE), jetzt „Deutsche Verbindungs- und Unterstützungsgruppe“
- Logistische Einrichtungen, die an die Streitkräftebasis abgegeben wurden[2]
- Ozeanographische Forschungsanstalt der Bundeswehr
- Transportdienststelle See der Bundeswehr
- Wehrtechnische Dienststelle 71
- Zentrum für Nachwuchsgewinnung der Marine, jetzt Karrierecenter der Bundeswehr Wilhelmshaven

## Dienststellen und Organisationen mit marinetypischen Aufgaben in Deutschland 1945 bis 1956
Folgende deutsche Seeverbände bestanden 1945–1956
- British Baltic Fishery Protection Service
- Deutscher Minenräumdienst
- Labor Service Unit (B)
- Marinedienstgruppe (Royal Navy)
- Marinedienstgruppe (United States Navy)
- Minenräumverband Cuxhaven
- Rhine River Patrol
- Seegrenzschutz